# Meesterklasse 2012/13
In der Meesterklasse 2012/13 wurde die 90. niederländische Mannschaftsmeisterschaft im Schach ausgespielt. Niederländischer Mannschaftsmeister wurde En Passant Bunschoten-Spakenburg.
Zu den gemeldeten Mannschaftskader siehe Mannschaftskader der Meesterklasse 2012/13.

## Spieltermine
Die Wettkämpfe wurden ausgetragen am 15. September, 6. Oktober, 3. und 24. November, 15. Dezember 2012, 16. Februar, 9. März, 6. und 20. April 2013. 

## Saisonverlauf
Der Vorjahresaufsteiger En Passant Bunschoten-Spakenburg gewann die ersten acht Wettkämpfe und stand damit bereits vor der letzten Runde als Meister fest. Der Titelverteidiger Schaakvereniging Voerendaal musste sich mit dem dritten Platz begnügen. Aus der Klasse 1 war neben En Passant Kennemer Combinatie aufgestiegen, der zusammen mit De Stukkenjagers Tilburg direkt wieder abstieg. Utrecht wurden wegen eines Verstoßes gegen das Reglement zwei Mannschaftspunkte abgezogen.

## Abschlusstabelle
| Pl.  | Verein                               | Sp | G | U | V | MP   | Brett-P.  |
| ---- | ------------------------------------ | -- | - | - | - | ---- | --------- |
| 01.  | En Passant Bunschoten-Spakenburg (N) | 9  | 8 | 0 | 1 | 16:2 | 57,5:32,5 |
| 02.  | Accres Apeldoorn                     | 9  | 7 | 0 | 2 | 14:4 | 56,0:34,0 |
| 03.  | Schaakvereniging Voerendaal (M)      | 9  | 6 | 0 | 3 | 12:6 | 51,5:38,5 |
| 04.  | S.O. Rotterdam                       | 9  | 5 | 1 | 3 | 11:7 | 47,0:43,0 |
| 05.  | HMC Calder                           | 9  | 5 | 1 | 3 | 11:7 | 44,0:46,0 |
| 06.  | Utrecht                              | 9  | 5 | 1 | 3 | 9:9  | 45,0:45,0 |
| 07.  | Groninger Combinatie                 | 9  | 3 | 0 | 6 | 6:12 | 39,0:51,0 |
| 08.  | Bussums Schaakgenootschap            | 9  | 2 | 1 | 6 | 5:13 | 38,0:52,0 |
| 09.  | Kennemer Combinatie (N)              | 9  | 2 | 0 | 7 | 4:14 | 40,0:50,0 |
| 010. | De Stukkenjagers Tilburg             | 9  | 0 | 0 | 9 | 0:18 | 32,0:58,0 |

## Entscheidungen
|     | Niederländischer Mannschaftsmeister: En Passant Bunschoten-Spakenburg    |
|     | Absteiger in die Klasse 1: Kennemer Combinatie, De Stukkenjagers Tilburg |
| (M) | Meister der letzten Saison                                               |
| (N) | Aufsteiger der letzten Saison                                            |

## Kreuztabelle
| Ergebnisse | Ergebnisse                       | 01. | 02. | 03. | 04. | 05. | 06. | 07. | 08. | 09. | 010. |
| ---------- | -------------------------------- | --- | --- | --- | --- | --- | --- | --- | --- | --- | ---- |
| 01.        | En Passant Bunschoten-Spakenburg |     | 5½  | 7½  | 4½  | 9½  | 6   | 5½  | 6   | 5½  | 7½   |
| 02.        | Accres Apeldoorn                 | 4½  |     | 6½  | 6½  | 6½  | 4   | 7½  | 7½  | 6½  | 6½   |
| 03.        | Schaakvereniging Voerendaal      | 2½  | 3½  |     | 6½  | 4½  | 6½  | 7   | 7   | 6½  | 7½   |
| 04.        | S.O. Rotterdam                   | 5½  | 3½  | 3½  |     | 6   | 5   | 7½  | 6   | 4½  | 5½   |
| 05.        | HMC Calder                       | ½   | 3½  | 5½  | 4   |     | 7   | 7   | 5   | 5½  | 6    |
| 06.        | Utrecht                          | 4   | 6   | 3½  | 5   | 3   |     | 5½  | 6   | 5½  | 6½   |
| 07.        | Groninger Combinatie             | 4½  | 2½  | 3   | 2½  | 3   | 4½  |     | 5½  | 6   | 7½   |
| 08.        | Bussums Schaakgenootschap        | 4   | 2½  | 3   | 4   | 5   | 4   | 4½  |     | 5½  | 5½   |
| 09.        | Kennemer Combinatie              | 4½  | 3½  | 3½  | 5½  | 4½  | 4½  | 4   | 4½  |     | 5½   |
| 10.        | De Stukkenjagers Tilburg         | 2½  | 3½  | 2½  | 4½  | 4   | 3½  | 2½  | 4½  | 4½  |      |

## Die Meistermannschaft
| 1.            | En Passant Bunschoten-Spakenburg |
| Schachfiguren | Anish Giri, Erwin l’Ami, Nigel Short, Konstantin Landa, Wjatscheslaw Ikonnikow, Jan Smeets, Tanguy Ringoir, Friso Nijboer, Henk Vedder, Manuel Bosboom, Peng Zhaoqin, Dick de Graaf, Richard Vedder, Hans Böhm, Fred Buitenhuis, Arie van den Hoogen. |